# Justice Mukheli
Justice Mukheli (* ?, Soweto) je jihoafrický filmař, fotograf a kreativní podnikatel. Je známý tvorbou umění nebo filmového snímku, který se soustředí na Afriku.

## Kariéra
Mukheli natočil reklamu pro Ballantines v roce 2021 pro jejich kampaně Stay True: There's No Wrong Way. Justice Mukheli se představil na 4. ročníku veletrhu současného umění Also Known As Africa v Paříži v roce 2019 jako fotograf.